# E44 (trasa europejska)
E44 – trasa europejska biegnąca przez Francję, Luksemburg i Niemcy. Zaliczana do tras pośrednich wschód - zachód droga łączy Hawr z Gießen. Jej długość wynosi 807 km.